# Donald Beer
Donald Anton Eilers „Don“ Beer (* 31. Mai 1935 in New York City, New York, Vereinigte Staaten; † 25. Januar 1997 in Princeton, New Jersey, Vereinigte Staaten) war ein US-amerikanischer Ruderer und Olympiasieger.

## Leben
Donald Beer wurde in New York City (New York) geboren und gehörte den Yale Bulldogs an. Beer gewann mit dem US-Team als 21-Jähriger bei den Olympischen Sommerspielen 1956 in Melbourne die Goldmedaille im Rudern (Achter). Er starb 1997 im Alter von 61 Jahren.